# Margalita Tschachnaschwili-Ranzinger
Margalita Tschachnaschwili-Ranzinger (georgisch მარგალიტა ჩახნაშვილი; * 9. Dezember 1982 in Tiflis) ist eine ehemalige georgische Tennisspielerin.

## Karriere
Tschachnaschwili, die im Alter von acht Jahren mit dem Tennissport begann, bevorzugte das Spiel auf Sandplätzen. Sie bestritt im Oktober 1997 ihre ersten Turniere auf dem ITF Women’s Circuit, bei denen sie insgesamt zehn Einzel- und fünf Doppeltitel gewonnen hat.
Von der ITF erhielt sie eine Wildcard für das Damendoppel der Olympischen Spiele 2012 in London.
Im Jahr 2015 spielte sie nurmehr zwei Turniere, das letzte im September. Im Doppel ist sie 2014 letztmals angetreten. Seit 2016 wird sie in den Weltranglisten nicht mehr geführt.
Ab 1998 spielte sie für die georgische Fed-Cup-Mannschaft; bei ihren 57 Fed-Cup-Partien feierte sie 30 Siege.

## Turniersiege

### Einzel
| Nr. | Datum              | Turnier        | Kategorie   | Belag     | Finalgegnerin        | Ergebnis      |
| --- | ------------------ | -------------- | ----------- | --------- | -------------------- | ------------- |
| 1.  | 15. September 2002 | Sofia          | ITF $25.000 | Sand      | Dessislawa Topalowa  | 6:3, 4:6, 6:0 |
| 2.  | 18. September 2005 | Tbilisi        | ITF $10.000 | Sand      | Manana Schapakidse   | 6:2, 6:1      |
| 3.  | 3. Dezember 2005   | Ramat Hasharon | ITF $10.000 | Hartplatz | Sharon Fichman       | 6:3, 7:64     |
| 4.  | 10. Dezember 2005  | Raanana        | ITF $10.000 | Hartplatz | Tzipi Obziler        | 6:3, 7:5      |
| 5.  | 14. Mai 2006       | Antalya        | ITF $10.000 | Sand      | Claire de Gubernatis | 6:1, 7:5      |
| 6.  | 6. August 2006     | Martina Franca | ITF $50.000 | Sand      | Karin Knapp          | 6:3, 7:5      |
| 7.  | 1. Juli 2007       | Padua          | ITF $25.000 | Sand      | Sandra Záhlavová     | 3:6, 6:1, 6:3 |
| 8.  | 20. September 2009 | Neapel         | ITF $25.000 | Sand      | Michaela Pochabová   | 6:2, 6:1      |
| 9.  | 3. Oktober 2010    | Tbilisi        | ITF $25.000 | Sand      | Tatia Mikadse        | 6:4, 3:6, 7:5 |
| 10. | 9. April 2011      | Pomezia        | ITF $10.000 | Sand      | Annalisa Bona        | 1:6, 6:2, 6:2 |

### Doppel
| Nr. | Datum           | Turnier        | Kategorie   | Belag     | Partnerin           | Finalgegnerinnen                        | Ergebnis         |
| --- | --------------- | -------------- | ----------- | --------- | ------------------- | --------------------------------------- | ---------------- |
| 1.  | 13. Mai 2006    | Antalya        | ITF $10.000 | Sand      | İpek Şenoğlu        | Claire de Gubernatis Alexandra Dulgheru | 6:4, 6:3         |
| 2.  | 8. Juli 2006    | Mont-de-Marsan | ITF $25.000 | Sand      | Raluca Olaru        | Oqgul Omonmurodova Nina Brattschikowa   | 7:5, 1:6, 6:1    |
| 3.  | 22. August 2009 | Westende       | ITF $25.000 | Hartplatz | Wassilissa Dawydowa | Émilie Bacquet Jasmin Wöhr              | 6:2, 7:5         |
| 4.  | 12. Juni 2011   | Zlín           | ITF $50.000 | Sand      | Julija Bejhelsymer  | Réka Luca Jani Katalin Marosi           | 3:6, 6:1, [10:8] |
| 5.  | 2. Juni 2012    | Grado          | ITF $25.000 | Sand      | Ekaterine Gorgodse  | Claudia Giovine Anastasia Grymalska     | 7:62, 7:61       |